# Wolfgang Peter Geller
Pour les articles homonymes, voir Geller.
Wolfgang Peter Geller, né à Hambourg-Harvestehude (Allemagne) en 1945, est un photographe allemand, fondateur de l'entreprise California Sunbounce.

## Biographie
Wolfgang Peter Geller exerce la profession d'avocat, auquel s'ajoute la photographie qu'il exerce à temps partiel, travaillant notamment pour le quotidien Hamburger Abendblatt et le magazine Stern.
Toutefois, lorsqu'en 1971 une photographie représentant une fusillade entre la police et les voleurs d'une banque à Sarrebruck, remporte le World Press Photo of the Year 1971, Geller décide de se consacrer exclusivement à la photographie.